# Božurnja
Božurnja (izvirno srbsko Божурња) je naselje v Srbiji, ki upravno spada pod Občino Topola; slednja pa je del Šumadijskega upravnega okraja.

## Demografija
V naselju, katerega izvirno (srbsko-cirilično) ime je Божурња, živi 555 polnoletnih prebivalcev, pri čemer je njihova povprečna starost 44,5 let (42,3 pri moških in 46,7 pri ženskah). Naselje ima 220 gospodinjstev, pri čemer je povprečno število članov na gospodinjstvo 3,05.
To naselje je, glede na rezultate popisa iz leta 2002, večinoma srbsko.
|  |

| Demografija | Demografija     | Demografija     |
| Leto        | Št. prebivalcev | Št. prebivalcev |
| ----------- | --------------- | --------------- |
|             |                 |                 |
|             |                 |                 |
|             |                 |                 |
|             |                 |                 |
| 1948        | 1289            |                 |
| 1953        | 1293            |                 |
| 1961        | 1221            |                 |
| 1971        | 1090            |                 |
| 1981        | 1038            |                 |
| 1991        | 850             | 838             |
| 2002        | 683             | 672             |
|             |                 |                 |

| Etnična sestava po popisu iz leta 2002 | Etnična sestava po popisu iz leta 2002 | Etnična sestava po popisu iz leta 2002 | Etnična sestava po popisu iz leta 2002 | Etnična sestava po popisu iz leta 2002 |
| -------------------------------------- | -------------------------------------- | -------------------------------------- | -------------------------------------- | -------------------------------------- |
| Srbi                                   | Srbi                                   |                                        | 665                                    | 98,95%                                 |
| Makedonci                              | Makedonci                              |                                        | 3                                      | 0,44%                                  |
| Črnogorci                              | Črnogorci                              |                                        | 2                                      | 0,29%                                  |
| Bolgari                                | Bolgari                                |                                        | 1                                      | 0,14%                                  |
| Neznano                                | Neznano                                |                                        | 1                                      | 0,14%                                  |